# 복음사가 필립보

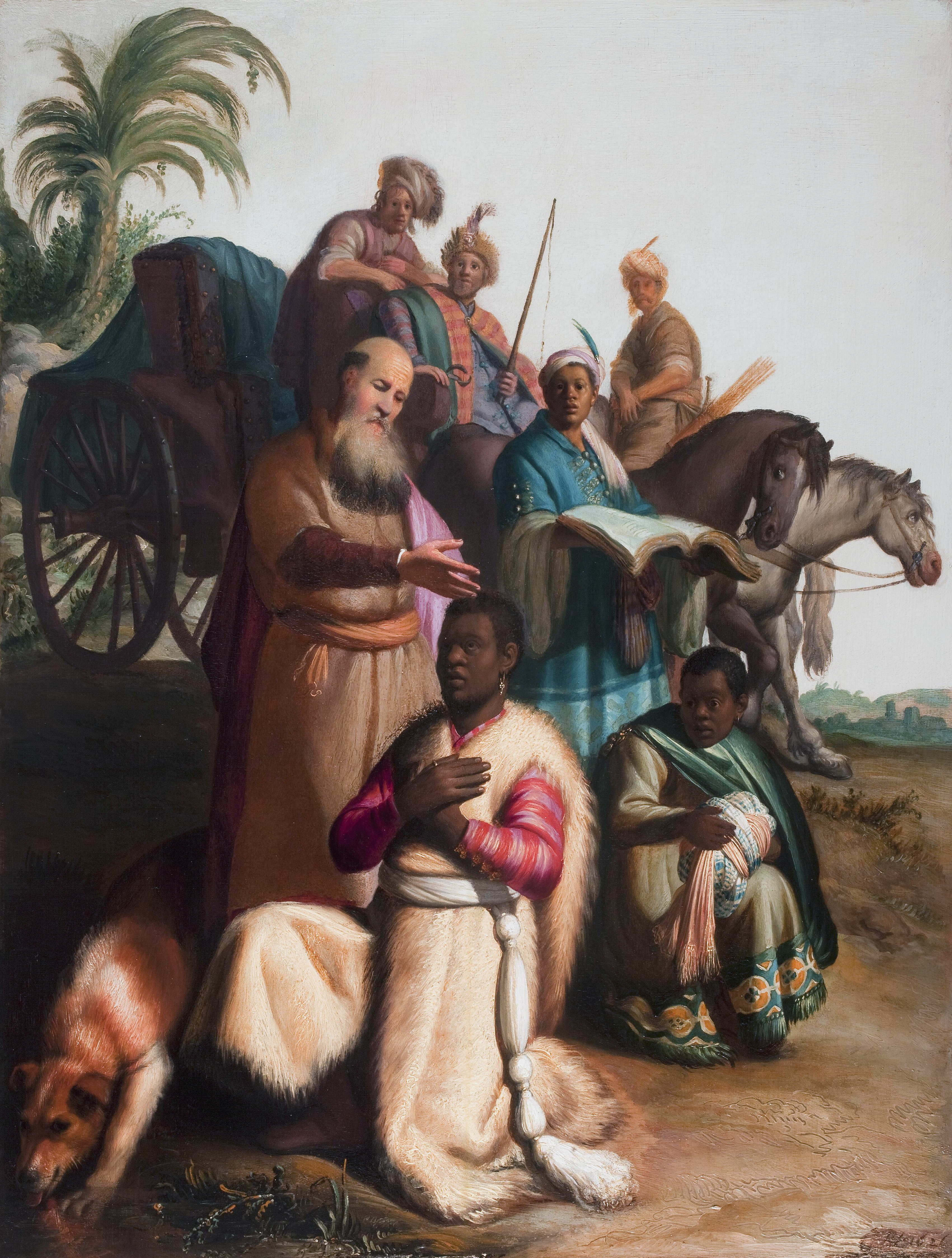

복음사가 필립보 또는 빌립(그리스어: Φίλιππος, Philippos)은 사도행전에 여러 번 등장한다. 그는 예루살렘에 있는 기독교 공동체의 가난한 사람들을 돌보도록 선택된 일곱 사람 중 한 사람이었다(행 6장). 그는 사마리아에서 설교하고 기적을 행한 것으로 알려져 있으며, 전통적으로 에티오피아 교회의 시작을 알리는 예루살렘에서 가자로 가는 길에서 내시인 에티오피아 사람을 만나 세례를 베풀었다(행 8:26-39). 나중에 빌립은 예언하는 네 딸과 함께 가이사랴 마리티마에서 살았는데, 그곳에서 사도 바울이 그를 방문했다(사도행전 21장 8-9절).

## 신약
빌립은 그리스어 이름이다. 그는 사도행전(6장 5절)에서 히브리인들에 대한 헬라파 사람들의 원망의 결과로 예루살렘에 있는 교회의 현세적인 일에 참여하도록 선택된 "일곱 집사" 중 한 사람으로 처음 언급된다.
스데반이 순교한 후 그는 "사마리아 성"으로 가서 그곳에서 큰 성공을 거두며 설교했으며 시몬 마구스는 그의 개종자 중 한 사람이었다. 그 후에 그는 주님의 천사로부터 예루살렘과 가자 사이의 길로 가라는 지시를 받았다. 그곳에서 그는 에티오피아 내시를 가르치고 세례를 베풀었다. 다음으로 그는 성령에 의해 "끌려" "아조투스(Azotus)에서 발견"(Ashdod)된 이후 "가이사랴에 이르기까지 모든 성을 두루 다니며 전파"(사도행전 8장)했다.
수년 후 여기에서 사도행전 21:8-9에 따르면 그는 "전도자"(신약에서 에베소서 4:11; 디모데후서 4:5에만 다시 나오는 용어)로 묘사된다.